# Капфенберг СВ
Капфенберг СВ е футболен отбор от Капфенберг, Австрия. През сезон 2011/12 играе във второто ниво на австрийския футбол. Клубът е създаден през 1919 година като Капфенбергер СК.

## Български футболисти
- Мирослав Байчев: ?/?

## Полезни връзки
- Официален уебсайт
- Профил в UEFA.com
- Профил в EUFO.de Архив на оригинала от 2009-10-16 в Wayback Machine.
- Профил в Playerhistory.com
- Профил във FootballSquads.co.uk